# Pont Konrad-Adenauer de Cotonou
Le Pont Konrad-Adenauer de Cotonou est le troisième pont de la ville de Cotonou. Long de mètres, il relie les rives ouest et est de la lagune de Cotonou.

## Histoire
Pour rendre plus fluide la circulation à Cotonou en désengorgeant l'Ancien pont et le Pont Martin Luther King, le gouvernement du Bénin décide de construire un nouveau pont en 1999. Les travaux prennent fin en 2004. L'infrastructure a été réceptionnée de façon provisoire le 19 juillet 2004 par Ahamed Akobi, Ministre béninois des travaux publics et des transports. Le Général Mathieu Kérékou, à l’époque président de la république du Bénin a donné le nom "Konrad Adenauer" à ce nouveau pont en guise de réaffirmation de la coopération entre la République Fédérale d'Allemagne et celle du Bénin Le pont Konrad Adenauer a fait également l'objet d'un concours organisé par le bureau sous régional de la Fondation Konrad Adenauer pour la création d’œuvres d'art originales et réalistes sous forme de tableaux, logos, affiches ou photos représentant les principes fondamentaux de la démocratie.

## Caractéristiques techniques
Le pont présente une largeur de 22,5 mètres et un profil en travers. Il présente deux chaussées à trois voies unidirectionnelles que sont: une voie rapide de 4,25 m largeur, une lente de 4 m et enfin une autre de 3 m de large dédiée à la circulation des engins à deux roues. Il a une hauteur de50 mètres au-dessus de la lagune de Cotonou.Le poids total de la structure est d'environ13 000 tonnes et les matériaux utilisés pour la construction du pont sont du béton précontraint et de l'acier. 
```
Il y a un séparateur de type New Jersey qui permet de distinguer les deux principales chaussées
[
4
]
.
```